# Bellator Fighting Championships
Bellator Fighting Championships (auch Bellator FC oder Bellator) ist eine Mixed-Martial-Arts-Organisation, die ihren Sitz in den Vereinigten Staaten hat. Das Wort Bellator ist dabei in der lateinischen Sprache der Ausdruck für Kämpfer. Bellator organisiert seine Wettkämpfe in Form von Ausscheidungsturnieren. Jede Veranstaltung stellt eine Runde eines Ausscheidungsturniers dar. Pro Turnier kämpfen jeweils vier Gewichtsklassen um das Weiterkommen. Der Sieger des Turniers erkämpft sich das Recht den Champion der Promotion herauszufordern. Die Geschäftsführer sind Bjorn Rebney und Brad Epstein. 
Die Kämpfe werden bei ESPN Deportes übertragen. Seit der 2. Staffel wird das Programm außerdem auf NBC, Fox Sports Net, Telemundo, Mun2 und The Score übertragen. Bellatorchef Rebney sagte, dass er die Veranstaltung außerdem gerne ins Pay-TV bringen würde. Seit der achten Turnierstaffel werden Bellator-Veranstaltungen im russischen Staatsfernsehen vom Sender Russland-2 übertragen.

## Regeln
Bei Bellator wird nach den Unified Rules gekämpft. 
Für Turnierkämpfe gelten modifizierte Regeln. Der Einsatz von Ellenbogen ist bis zum Finale verboten. Damit sollen Cut-Verletzungen verhindert werden. Die Turniere werden meist innerhalb von drei Monaten abgehalten und solche Verletzungen würden den Ablauf verzögern. Im Turnierfinale, bei den Championskämpfen und bei normalen Einzelkämpfen sind Ellenbogen erlaubt.

### Gewichtsklassen
Folgende Gewichtsklassen sind in der Organisation vertreten: 
- Bantamgewicht: 58 bis 61 kg
- Federgewicht: 62 – 66 kg
- Leichtgewicht: 67 – 70 kg
- Weltergewicht: 71 – 77 kg
- Mittelgewicht: 78 – 84 kg
- Halbschwergewicht: 85 – 93 kg
- Schwergewicht: 94 – 120 kg

Im Sommer 2013 hat sich Bellator ganz aus dem Frauen-MMA zurückgezogen. Die Verträge der letzten verbliebenen Kämpfer Jessica Eye, Jessica Aguilar und Felice Herrig wurden aufgelöst.

## Aktuelle Titelträger
| Gewichtsklasse    | Titelträger          | Seit                             |
| ----------------- | -------------------- | -------------------------------- |
| Schwergewicht     | Ryan Bader           | 26. Januar 2019 (Bellator 214)   |
| Halbschwergewicht | Vadim Nemkov         | 21. August 2020 (Bellator 244)   |
| Mittelgewicht     | Johnny Eblen         | 24. Juni 2022 (Bellator 282)     |
| Weltergewicht     | Yaroslav Amosov      | 11. Juni 2021 ( Bellator 260 )   |
| Leichtgewicht     | Usman Nurmagomedov   | 18. November 2022 (Bellator 288) |
| Federgewicht      | Patrício Pitbull     | 15. April 2022 (Bellator 277)    |
| Bantamgewicht     | Sergio Pettis        | 07. Mai 2021 (Bellator 258)      |
| Bantamgewicht     | Patchy Mix (interim) | 22. April 2023 (Bellator 295)    |